# Ceriantheomorphe
Genre
Ceriantheomorphe est un genre de cnidaires anthozoaires de la famille des  Cerianthidae.

## Systématique
Le genre Ceriantheomorphe a été créé en 1931 par le zoologiste suédois Oscar Henrik Carlgren (1865-1954) avec pour espèce type Ceriantheomorphe brasiliensis,.

## Liste des espèces
Selon World Register of Marine Species (9 janvier 2023) :
- Ceriantheomorphe ambonensis Kwietniewski, 1898
- Ceriantheomorphe brasiliensis Carlgren, 1931

## Publication originale
- (en) O. Carlgren, « On some Ceriantharia », Arkiv för zoologi, Suède, vol. 23A, no 2,‎ 1931, p. 1-10 (ISSN 0004-2110).